# Casa Papanice
Casa Papanice è un edificio civile di Roma, situato nel Q. V Nomentano in via Giuseppe Marchi n.1/b. Fu progettato nel 1967 dall'architetto Paolo Portoghesi e dall'ingegner Vittorio Gigliotti e realizzato dall'impresa edile pugliese Papanice nel 1968. L'edificio prende il nome dall'imprenditore Pasquale Papanice, committente dell'opera.
Considerato uno dei simboli del postmodernismo italiano, fu fonte di ispirazione per architetti, intellettuali, registi, esponenti della cultura. 
È sede dell'ambasciata di Giordania.

## Filmografia
- Dramma della gelosia (tutti i particolari in cronaca), regia di Ettore Scola (1970)
- Lo strano vizio della signora Wardh, regia di Sergio Martino (1971)
- La dama rossa uccide sette volte, regia di Emilio P. Miraglia (1972)

## Libro Casa Papanice
A maggio del 2023 il discendente di Pasquale Papanice e titolare dell'archivio e marchio Casa Papanice®, Edmondo Papanice, ha pubblicato un libro che racchiude la storia dell'edificio dal titolo Casa Papanice.

## Omaggi
- L'architetto italiano Eugenio Abruzzini progettò a Roma in via Giacinto Carini n.23, l'edificio “The Carini Building” su ispirazione di Casa Papanice.[6][7]

- Per i 50 anni dell'edificio, nel 2019 è stata organizzata una mostra dal titolo: "L'Italia del boom, fra mura d'artista e fotogrammi d'autore" curata dal nipote del committente dell'edificio Edmondo Papanice.[8][9]